# Rabor
Rabor es un barrio rural  del municipio filipino de tercera categoría de Balábac perteneciente a la provincia  de Paragua en Mimaro,  Región IV-B.
En 2007 Rabor contaba con  339 residentes.

## Geografía
El municipio insular de Balábac se encuentra situado en el extremo meridional de la provincia. Lo forman la isla de Balábac y otras menores: Pandanán, Bugsuk, Bancalaán, Ramos y de Mangsi
Linda al norte con la isla de  La Paragua, considerada continental;  al sur con el estrecho de Balábac que nos separa de  las islas de Balambangan y de Banggi, adyacentes a la de Borneo y  pertenecientes al estado de Sabah en Malasia;  al este con Mar de Joló; y a poniente con el Mar del Oeste de Filipinas.
Este barrio, continental,  se encuentra en el sur de la costa oeste  de la isla de Balábac.
Linda al norte con el barrio de Agutayán;
al sur con el barrio de  Pasig;
al este con los barrios de Malaking Ilog y de  Indalauán;
y al oeste con la mar, al sur de la bahía de Catagupán y al norte de la bahía de Pasig, frente a los arrecifes coralinos denominados Grandes Arrecifes de Balábac.

### Demografía
El barrio  de Rabor contaba  en mayo de 2010 con una población de 312 habitantes.

## Historia
Balábac formaba parte de la provincia española de  Calamianes, una de las 35 del archipiélago Filipino, en la parte llamada de Visayas. Pertenecía a la audiencia territorial  y Capitanía General de Filipinas, y en lo espiritual a la diócesis de Cebú.
De la provincia de Calamianes se segrega la Comandancia Militar del Príncipe, con su capital en Príncipe Alfonso, en honor del que luego sería el rey Alfonso XII, nacido en 1857.